# Szlak Naftowy

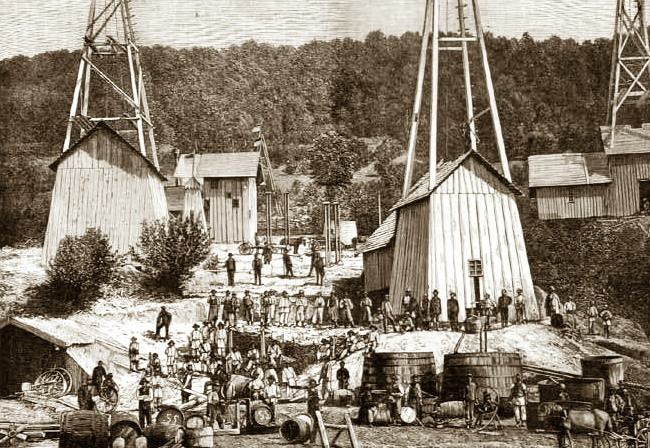
Pierwsze szyby naftowe w Galicji na pocztówce z 1881 roku.

Szlak Naftowy – transgraniczny szlak pól naftowych Polska-Ukraina.

## Zabytki naftowe
Powiat krośnieński
- Bóbrka – Muzeum Przemysłu Naftowego i Gazowniczego im. Ignacego Łukasiewicza
- Jedlicze

Powiat sanocki
- Zarszyn – magazyn glikolu i metanolu do eksploatacji gazu ziemnego
- Strachocina – podziemny magazyn gazu, zagospodarowanie dawnej kopalni
- Sanok – ekspozycja obiektów przemysłu naftowego z XIX/XX wieku
- Tyrawa Solna – zachowana infrastruktura kopalni
- Wielopole – budynki przemysłowe, kotłowania, poczekalnia dla pracowników

## Partnerzy projektu
- ze strony polskiej:

Miasto Krosno, powiat bieszczadzki, powiat jasielski, powiat krośnieński, powiat leski, powiat sanocki
- ze strony ukraińskiej:

Miasto Borysław, rejon samborski, rejon drohobycki